# Milford (Missouri)
Milford – wieś w Stanach Zjednoczonych, w stanie Missouri, w hrabstwie Barry.